# Ryszard Strzelecki (elektrotechnik)
Ryszard Strzelecki (ur. 28 września 1955 w Bydgoszczy) – polski elektrotechnik, profesor nauk technicznych.
Jest członkiem Międzynarodowej Akademii Nauk Elektrotechnicznych, IEEE Power Electronic oraz Industry Electronic Society, Polskiego Stowarzyszenia Wodoru i Ogniw Paliwowych, przewodniczącym Komitetu Energoelektroniki SEP w latach 2007–2014, stowarzyszony z Sekcją Energoelektroniki i Napędu Elektrycznego, a od roku 2020 członek Komitetu Elektrotechniki Polskiej Akademii Nauk.

## Życiorys
W 1981 roku ukończył studia na kierunku Elektronika i Automatyzacja na Politechnice Kijowskiej (obecnie Narodowy Techniczny Uniwersytet Ukrainy), gdzie w 1984 roku na Wydziale Techniki Elektronicznej uzyskał stopień doktora nauk technicznych. W 1991 roku na podstawie rozprawy pt. „Sterowanie predykcyjne przekształtników półprzewodnikowych o komutacji wymuszonej” obronił habilitację w Instytucie Elektrodynamiki Akademii Nauk Ukraińskiej Republiki Radzieckiej w Kijowie (obecnie Narodowa Akademia Nauk Ukrainy). W 1999 roku otrzymał tytuł profesora nauk technicznych.
Początki jego aktywności zawodowej miały miejsce na Akademii Techniczno-Rolniczej w Bydgoszczy (obecnie Uniwersytet Technologiczno-Przyrodniczy im. Jana i Jędrzeja Śniadeckich), gdzie pracował od 1981 do 1993 roku na Wydziale Telekomunikacji i Elektroniki wpierw jako asystent, potem adiunkt, na końcu jako profesor nadzwyczajny. Od 1993 do 2003 pracował na Uniwersytecie Zielonogórskim, pełniąc w ostatnich 7 latach funkcję dyrektora Instytutu Inżynierii Elektrycznej na Wydziale Elektrotechniki, Informatyki i Telekomunikacji. Jego dyrektorskie umiejętności przyczyniły się do stworzenia w instytucie nowoczesnego laboratorium badawczego. Od 2003 do 2016 roku pracował na stanowisku profesora zwyczajnego w Akademii Morskiej w Gdyni, w Katedrze Automatyki Okrętowej na Wydziale Elektrycznym, gdzie zajmował się m.in. technologiami energoelektronicznymi w nowoczesnych systemach elektroenergetycznych. W 2009 roku został zatrudniony na stanowisku profesora w Instytucie Elektrotechniki (IEL) w Warszawie, kierując od grudnia 2016 roku Bałtycką Pracownią Technologii Energoelektronicznych IEL w Gdyni. Od października 2017 roku pracuje na stanowisku profesora zwyczajnego w Politechnice Gdańskiej na Wydziale Elektrotechniki i Automatyki w Katedrze Energoelektroniki i Maszyn Elektrycznych.

## Działalność badawcza
Jego działalność badawcza koncentruje się wokół zagadnień związanych z budową i zastosowaniem układów energoelektronicznych do poprawy efektywności wykorzystania energii elektrycznej. W tym obszarze szczególnie interesuje go poprawa jakości dostawy i odbioru energii elektrycznej oraz sterowania przepływem mocy. Od wielu lat zajmuje się zagadnieniami kondycjonowania energii elektrycznej, a także budową sterowników i algorytmami sterowania. W tym obszarze badawczym był kierownikiem ministerialnych projektów badawczych, rozwojowych i celowych oraz koordynatorem krajowym 2 projektów UE.
Autor licznych wdrożeń i kilkunastu patentów i zgłoszeń patentowych. Autor monografii naukowych (w tym zagranicznych), podręcznika akademickiego nagrodzonego przez Ministra Edukacji Narodowej oraz artykułów i komunikatów. Współautor i edytor książek z obszaru energoelektroniki w tym zwłaszcza filtracji aktywnej oraz układów energoelektronicznych dla energetyki odnawialnej. Kierownik projektów badawczych własnych, rozwojowych i celowych min. przekształtnika wielopoziomowego o mocy 1MW. Inicjator i organizator cyklicznej konferencji International Conference-Workshop „Compatibility and Power Electronics – CPE”.
Współpracuje z wieloma jednostkami badawczo-rozwojowymi, jednostkami politechnicznymi krajowymi i zagranicznymi, oraz centrami przemysłowymi. Efektem są między innymi wartościowe wdrożenia, potwierdzone również znaczącymi wyróżnieniami.

## Nagrody
Wraz z zespołem Instytutu Inżynierii Elektrycznej Uniwersytetu Zielonogórskiego zdobył nagrodę Euroregionu Odra-Nysa-Szprewa-Bóbr za działalność innowacyjno-wdrożeniową.
Otrzymał również Nagrodę Akademii Nauk Ukrainy „Wysoki Potencjał” za prace w obszarze kondycjonowania energii elektrycznej.
Opracowany w kierowanym przez niego Zespole Energoelektroniki AM w Gdyni filtr aktywny, wdrożony pod nazwą Xinus w firmie C&T Elmech, został nagrodzony na Międzynarodowych Targach Poznańskich oraz Medalem Prezesa SEP. Jego zespół uczestniczył również z sukcesem we wdrożeniu pierwszego w Polsce filtra aktywnego kopalnianej maszyny wyciągowej.
Ryszard Strzelecki za swoją działalność i osiągnięcia został również uhonorowany Złotym Krzyżem Zasługi (2000), Medalem Komisji Edukacji Narodowej (2006), Srebrną odznaką PTETiS (2008), Złota Odznaką Honorową SEP (2010), Medalem im. Prof. Stanisława Fryzego (2014)
9 lutego 2015 roku międzyinstytucjonalny zespół pod kierownictwem prof. dr hab. inż. Ryszarda Strzeleckiego otrzymał II Nagrodę Prezesa Rady Ministrów. Nagroda została przyznana za osiągnięcia naukowo-techniczne za rok 2014 w zakresie nowatorskich rozwiązań i innowacyjnych zastosowań przemysłowych modułowych przekształtników dużej mocy, niskiego i średniego napięcia. W skład zespołu, oprócz kierownika, weszli pracownicy Instytutu Elektrotechniki w Warszawie: dr hab. inż. Krzysztof Zymmer, mgr inż. Zbigniew Zakrzewski, mgr inż. Henryk Świątek, pracownik Wydziału Elektrycznego AMG dr hab. inż. Daniel Wojciechowski, prof. nadzw. AMG i mgr inż. Bogdan Bałkowski. Naukowców nagrodzono za nowatorskie rozwiązania i innowacyjne zastosowania przemysłowe modułowych przekształtników dużej mocy, niskiego i średniego napięcia. Wyróżnione osiągnięcie naukowo-techniczne obejmuje wyniki wieloletnich badań naukowych oraz prac rozwojowo-wdrożeniowych dotyczących przekształtników energoelektronicznych dużej mocy i średniego napięcia z ukierunkowaniem na zastosowanie głównie w energetyce, trakcji i górnictwie.

## Wybrane publikacje[23]
- 1999: R. Strzelecki, H. Supronowicz, Filtracja harmonicznych w sieciach zasilających prądu przemiennego. Toruń: Wydawnictwo Adam Marszałek. ISBN 83-7174-280-0.
- 1999: R. Strzelecki et al., A universal symmetrical topologies for active power line conditioners, Conf. EPE '99.
- 2000: R. Strzelecki, H. Supronowicz, Współczynnik mocy w systemach zasilania prądu przemiennego i metody jego poprawy, Oficyna Wydawnicza Politechniki Warszawskiej, Warszawa.
- 2003: R. Strzelecki, Nowe koncepcje kondycjonowania i sterowania przesyłem energii elektrycznej w rozproszonych systemach zasilania prądu przemiennego, V Międz. Konf. “Współczesne układy zasilania w systemach energetycznych”, Kozienice.
- 2004: R. Strzelecki et al., Uniwersalny wielofunkcyjny sprzęg międzysystemowy. „Przegląd Elektrotechniczny” nr 3.
- 2004: R. Strzelecki et al., Voltage Source Power Line Conditioners, Jakość i Użytkowanie Energii Elektrycznej, nr 1 (10).
- 2005: R. Strzelecki et al., Properties, Simulation and Experimental Investigation of the Series-Parallel Active Power Filters, EPE'2005 Conference Proceedings, Dresden, CD-ROM.
- 2000: R. Strzelecki, H. Supronowicz, Współczynnik mocy w systemach zasilania prądu przemiennego i metody jego poprawy. Warszawa: Oficyna Wydawnicza Politechniki Warszawskiej, ISBN 83-7207-106-3.
- 2007: R. Strzelecki et al., Chapter 6 – Modern arrangement to reduction of voltage perturbations, Chapter 7 – Static shunt PE voltage quality controllers, Chapter 8 – Mitigation Technologies in a Distributed Environment. W: Power Quality. Mitigation Technologies in a Distributed Environment”, Red. A. Moreno-Munoz, Springer-Verlag London Limited, ISBN 978-1-84628-771-8.
- 2008: Power Electronics in Smart Electrical Energy Networks. Red. R. Strzelecki, G. Benysek. London: Springer, ISBN 978-1-84800-318-7.
- 2012: R. Strzelecki et al. Dwukierunkowy przekształtnik 4L-DC z aktywną regulacją napięć w obwodzie pośredniczącym. „Przegląd Elektrotechniczny” nr 12 (88).
- 2014: R. Strzelecki, M. Grabarek, Udary mocy czynnej w okrętowych sieciach zasilających. „Wiadomości Elektrotechniczne” nr 8 (82).
- 2016: R. Strzelecki et al. Four Level Inverter’s DC Bus Voltage Balancing with 3 Terminal DAB Converter. W: 10th International Conference on Campatibility, Power Electronics and Power Engineering CPE-POWERENG. Bydgoszcz.
- 2016: R. Strzelecki et al. A hybrid, coupled reactors based 18-pulse diode rectifier with active power filter. W: Low harmonic multipulse voltage converters using coupled reactors. Red. R. Strzelecki, et al.